# Dichotomius rotundatus
Dichotomius rotundatus är en skalbaggsart som beskrevs av Hermann Burmeister 1874. Dichotomius rotundatus ingår i släktet Dichotomius och familjen bladhorningar. Inga underarter finns listade i Catalogue of Life.